# (1454) Kalevala
(1454) Kalevala ist ein Asteroid des Hauptgürtels, der am 16. Februar 1936 von dem finnischen Astronomen Yrjö Väisälä in Turku entdeckt wurde.
Der Name des Asteroiden ist von dem finnischen Nationalepos Kalevala aus dem 19. Jahrhundert abgeleitet.